# Clara Clemens

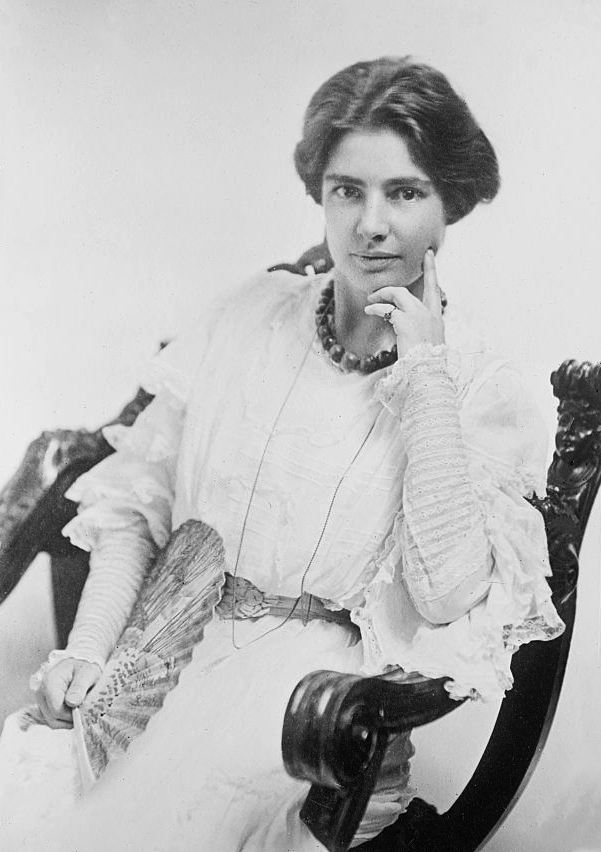
Clara Clemens

Clara Langhorne Clemens Samossoud (früher Gabrilowitsch; * 8. Juni 1874 in Elmira, New York; † 19. November 1962) war eine US-amerikanische Konzertsängerin und die Tochter von Samuel Clemens, der als Mark Twain schrieb. Nach seinem Tod verwaltete sie als einziges überlebendes Kind seinen Nachlass und hütete sein Erbe. Sie war zunächst mit Ossip Gabrilowitsch verheiratet, nach dessen Tod dann mit Jacques Samossoud. Sie schrieb Biographien über Gabrilowitsch und über ihren Vater. In ihrem späteren Leben wurde sie eine christliche Wissenschaftlerin.

## Kindheit
Clara wurde als zweite von drei Töchtern von Samuel Clemens und seiner Frau Olivia Langdon Clemens in Elmira, New York, geboren. Ihre ältere Schwester Susy starb, als Clara 22 Jahre alt war. Ihr Bruder Langdon starb als Säugling, bevor sie geboren wurde. Ihre jüngere Schwester war Jean. Clara hatte als Kind einen schweren Unfall beim Rodeln; sie wurde gegen einen Baum geschleudert und erlitt dabei eine schwere Beinverletzung, die beinahe zu einer Amputation geführt hätte.

## Frühe Karriere

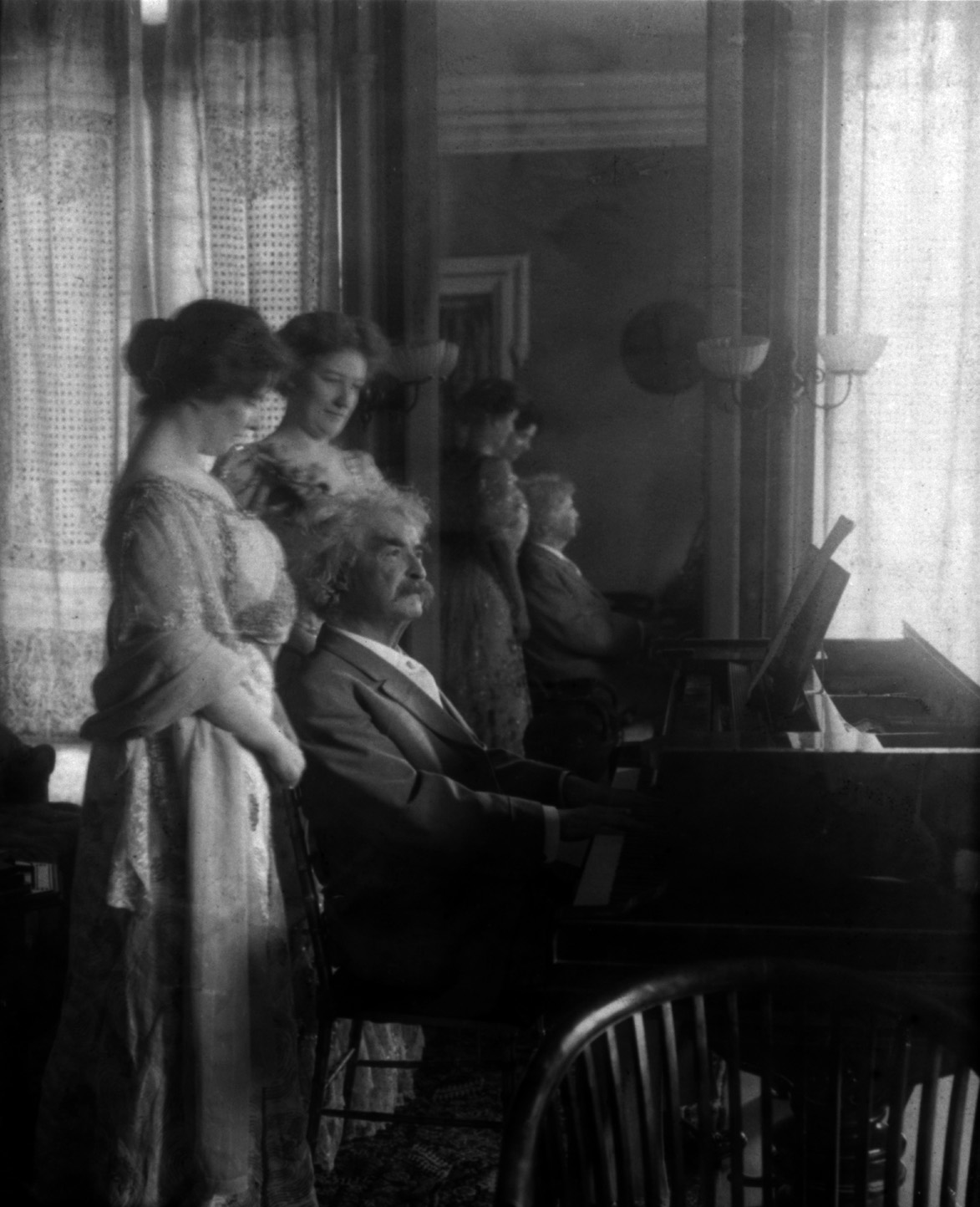
Twain spielt das Klavier, mit seiner Tochter Clara and ihrer Freundin hinter ihm.

Twain lebte mit seiner Tochter Clara und deren Freundin Clara von September 1897 bis Mai 1899 bei ihren Eltern in Wien, wo sie ihre Stimme für die Konzertbühne ausbildete. Zeitgenossen bezeichneten ihre Stimme als ungewöhnlich süß und attraktiv. Außerdem studierte sie 1899 Klavier bei Theodor Leschetizky, der ein Schüler von Carl Czerny gewesen war. Im Dezember 1900 wurde sie von den Bürgern von Hartford eingeladen, bei einem großen Konzert des Boston Symphony Orchestra aufzutreten. Sie studierte mehrere Jahre bei Meistern in Europa, bevor sie in Florenz ihr professionelles Debüt gab. Ihr amerikanisches Debüt als Konzertsängerin gab sie am Abend des 22. September 1906 im Norfolk Gymnasium in Norfolk, Connecticut, unterstützt von der Geigerin Marie Nichols. Dort hatte sie 1905 Edgewood gemietet und mit dem Erlös des Konzerts ein Gedenkfenster für ihre Mutter in der Verklärungskirche von Norfolk gekauft. Charles Edmund Wark (1876–1954) war ein klassischer Pianist aus Cobourg, Ontario, und er wurde vom Winter 1906 bis Ende 1908 Clemensʼ Klavierbegleiter. Clemens und Nichols traten auch weiterhin gemeinsam auf, unter anderem bei einer Reihe von Konzerten in London und Paris im Jahr 1908. Am 30. Mai debütierte Clemens in London bei einem Benefizkonzert, bei dem Geld für amerikanische Mädchen für den Besuch der Universitäten Oxford und Cambridge gesammelt wurde.

## Heiraten und Erben
Clemens unternahm am 20. Dezember 1908 eine Schlittenfahrt mit dem russischen Konzertpianisten Ossip Gabrilowitsch, der bei ihrem Vater in dessen Wohnhaus „Innocents at Home“ in Redding, Connecticut, wohnte. Das Pferd erschrak durch eine flatternde Zeitung und riss aus, wodurch Gabrilowitsch die Kontrolle verlor. Der Schlitten überschlug sich auf der Spitze eines Hügels in der Nähe eines 15 Meter tiefen Abhangs, wobei Clemens herausgeschleudert wurde. Gabrilowitsch rettete sie und das Pferd vor dem Sturz über die Kante und verstauchte sich dabei einen Knöchel. Er brachte Clemens bis auf den Schock des Unfalls unverletzt nach Hause zurück. Der Twain-Biograf Michael Shelden bezweifelt den Wahrheitsgehalt dieser Heldengeschichte und vermutet, dass die Geschichte in der Presse lanciert wurde, um die Gerüchte zu vertuschen, dass Clara eine Affäre mit Charles Wark, ihrem ehemaligen Begleiter und verheirateten Mann, hatte.
Theodor Leschetizky bildete Gabrilowitsch 1899 in Wien aus und stellte ihn Clemens vor. Sie heirateten am 6. Oktober 1909 im Salon von Stormfield, dem Haus von Clemens, unter dem Vorsitz des mit ihrem Vater befreundeten Pfarrers Joseph Twichell. Ihr Vater sagte, dass die Verlobung nicht neu war, da sie „vor sechs Jahren zweimal geschlossen und wieder aufgelöst wurde“. Er sagte auch, die Heirat sei plötzlich erfolgt, weil Gabrilowitsch sich gerade von einer chirurgischen Operation erholt hatte, der er sich im Sommer unterzogen hatte, und sie im Begriff waren, zu ihrem neuen Haus in Berlin aufzubrechen, wo er seine europäische Saison beginnen würde. Samuel Clemens starb am 21. April 1910 und hinterließ seinen Nachlass in einem Testament vom 17. August 1909, das zu gleichen Teilen unter seinen überlebenden Töchtern aufgeteilt wurde. Seine Tochter Jean Clemens starb am 24. Dezember 1909 in der Badewanne, nachdem sie einen epileptischen Anfall erlitten hatte. Clara erbte den gesamten Nachlass, der vierteljährliche Zinszahlungen vorsah, um ihn „frei von jeglicher Kontrolle oder Einmischung ihres Ehemannes“ zu halten. Am 9. Juli kündigte Clara an, dass sie die Bibliothek ihres Vaters, die fast 2500 Bücher umfasste, der Mark Twain Free Library schenken würde.
Am 19. August 1910 wurde Claras einziges Kind Nina in Stormfield geboren. Nina Gabrilowitsch (1910–1966) war Twains letzte Nachfahrin, die am 16. Januar 1966 in einem Hotel in Los Angeles starb. Sie war eine starke Trinkerin, und in ihrem Zimmer wurden Flaschen mit Pillen und Alkohol gefunden.

## Späteres Leben

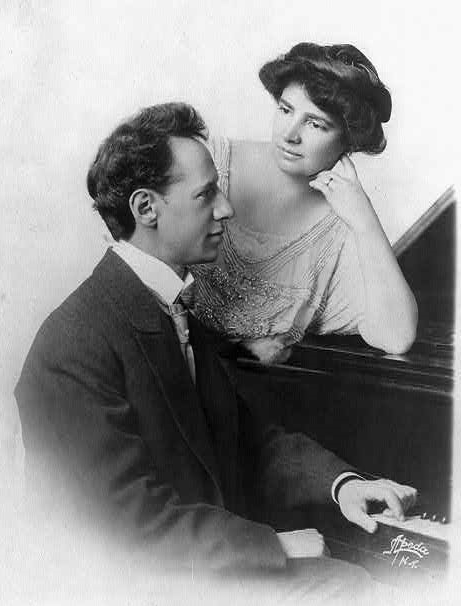
Clara Clemens mit ihrem Mann Ossip Gabrilowitsch

Am 23. April 1926 spielte Clara die Titelrolle in einer Dramatisierung von Twains Roman Persönliche Erinnerungen an Jeanne d’Arc aus dem Jahr 1896 in Walter Hampdens Broadway-Theater. Diese Adaption und ihre Darbietung wurden von den Kritikern nicht sehr gut aufgenommen. Das Stück wurde 1927 erneut produziert und am 12. April für eine Reihe von Sondervorstellungen am Vormittag und Nachmittag im Edyth Totten Theatre aufgeführt. Gabrilowitsch war von 1918 bis 1935 Dirigent des Detroit Symphony Orchestra, als er erkrankte. Am 25. März 1935 kam er ins Henry-Ford-Krankenhaus, wo er bis zu seiner Entlassung am 28. September zur Genesung blieb. Er starb am 14. September 1936 im Alter von 58 Jahren zu Hause. Clara heiratete am 11. Mai 1944 Jacques Samossoud, einen 20 Jahre jüngeren, russischstämmigen Symphonieorchesterleiter. Sie heirateten in ihrem Haus in Hollywood. Clara erforschte mehrere Jahre lang östliche Religionen, bevor sie sich der Christlichen Wissenschaft zuwandte, aber es gibt Zweifel an ihrer Ernsthaftigkeit und ihrem Engagement für diese Wissenschaft. Zu diesem Thema schrieb sie das Buch Awake to a Perfect Day, das 1956 erschien. Außerdem veröffentlichte sie Biografien über ihren Vater (My Father, Mark Twain, 1931) und über ihren ersten Ehemann (My Husband: Gabrilowitsch, 1938).
Sie widersetzte sich 1939 der Veröffentlichung der Letters from the Earth ihres Vaters, änderte aber ihre Haltung und erlaubte deren Veröffentlichung kurz vor ihrem Tod am 20. November 1962. Sie verhinderte, dass Charles Neider bestimmte Diktate ihres Vaters vom Juni 1906 (den 19., 20., 22., 23. und 25.) in die Version der Autobiografie von Mark Twain aufnahm, die bis 1958 in Vorbereitung war.

## Veröffentlichungen
- Mein Vater, Mark Twain (1931)
- Mein Ehemann, Gabrilowitsch (1938)
- Erwachen an einem perfekten Tag (1956)